# Arvo Valton
Arvo Valton all'anagrafe Arvo Vallikivi (Märjamaa, 14 dicembre 1935 – 26 luglio 2024) è stato uno scrittore, sceneggiatore e politico estone.

## Biografia
Deportato in Siberia appena tredicenne, nei primi anni d'occupazione sovietica dell'Estonia, Arvo Valton studiò al Politecnico di Tallinn e nel 1967 si diplomò all'Istituto Cinematografico di Mosca. Sceneggiatore presso gli studi della Tallinnfilm dal 1975, nel 1988 fu nominato presidente dell'Unione degli scrittori estoni.
Divenne conosciuto per innumerevoli pubblicazioni tra cui il testo scritto per The last relic, (in estone: Viimne reliikvia), l'adattamento cinematografico del romanzo estone di Eduard Bornhöhe, dal titolo: "Furst Gabriel" o "Last Days of the Pirita Monastery" (in estone: Vürst Gabriel ehk Pirita kloostri viimsed päevad), che ottenne un notevole successo di pubblico e critica.
Nella sua produzione espresse una critica esplicita alla società (Kaheksa jaapanlannat "Otto giapponesi", 1968; Luikede soo. Karussel "La palude dei cigni. Carosello", 1968), successivamente arricchitasi di nuovi soggetti, volti verso situazioni sempre più grottesche, fino a sconfinare nel misticismo. Dopo gli anni Settanta Valton attenuò lo sperimentalismo dedicandosi anche ad aforismi e fiabe (Ajaprintsess "La principessa del tempo", 1981), ricordi (Masendus ja lootus "Avvilimento e speranza", 1989) e romanzi (Liisa ja Robert "Liisa e Robert", 1993).
Con la fine dell'occupazione sovietica e il crollo dell'Urss nel 1991, Arvo Valton, attivista per il riconoscimento dell'indipendenza estone, fu eletto nel 1992 membro del Riigikogu, il Parlamento dell'Estonia.